# Calcio Lecco 1912
Calcio Lecco 1912 är ett italienskt fotbollslag från staden Lecco i Lombardiet, som grundades 1912 och spelar i Serie B.
Lecco har spelat i tre Serie A-säsonger (varav den sista säsongen 1966–1967) och elva i Serie B (varav den sista 1972–1973). Klubben vann en Coppa Italia Semiprofessionisti nationellt och en anglo-italiensk cup internationellt.

## Kända spelare
Se också Spelare i Lecco
- Bengt Lindskog
- Massimo Oddo
- Simone Pepe
- Evert Skoglund